# Art Brut (Band)
Art Brut ist eine britische Band aus London. Ihr Stil wird der New British Wave zugeordnet.

## Geschichte

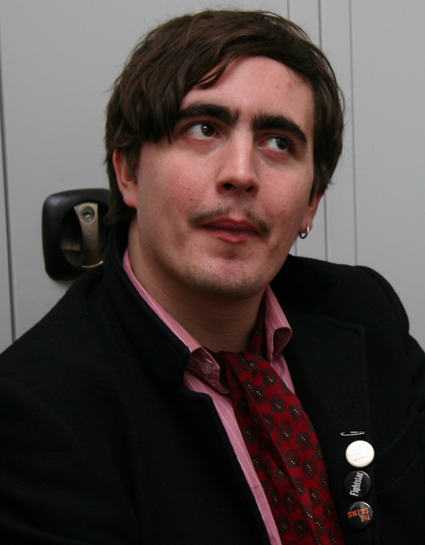
Eddie Argos, Sänger von Art Brut

Die Band wurde 2003 gegründet. Ihren ersten Auftritt hatte sie im Kentish Verge im Mai des Jahres. Später im Jahr nahm Art Brut ihre erste EP Brutlegs auf, die die ersten Versionen von Formed a Band, Modern Art und Moving to L.A. enthält. Formed a Band erschien dann auch auf einer Kompilation von Angular Records. Ein Journalist hörte das Lied und sandte ein MP3 an das Label Rough Trade, die Art Brut sogleich ein Angebot machte, es als Single zu veröffentlichen. Formed a Band wurde schließlich in Großbritannien im Mai 2004 als Single veröffentlicht und erreichte Platz 52 in den UK-Charts. Später wurde es vom US-amerikanischen Rolling Stone zur „Single des Jahres“ gekürt.
Blender beschrieb Art Brut damals als die beste vormals unbekannte Band in Großbritannien. Es folgten Auftritte in ganz Großbritannien, u. a. tourte sie mit The Fades als Support-Band. Ein erstes Jubiläumskonzert wurde in der Tate Modern gespielt.
Nach diversen erfolgreichen Single-Veröffentlichungen, erschien ihr erstes Album Bang Bang Rock & Roll im Jahr 2005. In diesem Jahr war Art Brut Teil eines europaweiten Hypes britischer Indie-Bands, der so genannten „Class of 2005“. Auch in der deutschen Presse wurde das Album sehr gelobt, etwa als „Album des Monats“ im Musikexpress und „Schönheit der Ausgabe“ in der Visions. Außerdem erhielt Art Brut eine Titelstory in der deutschen Ausgabe des Rolling Stone.
Emily Kane wurde als Single veröffentlicht. Der Song thematisiert Eddie Argos’ verpasste Jugendliebe gleichen Namens. Mit Platz 42 in den UK-Charts war sie die höchstplatzierte der bei Fierce Panda erschienenen Singles. Später ließ Argos verlauten, der kleine Misserfolg, nicht ganz in die Top 40 gekommen zu sein, gefalle ihm, da es mit Emily Kane damals auch nicht geklappt habe.
Darüber hinaus erhielt das Album einen Metascore von 83. Im September 2005 verließ Chris Chinchilla die Band aus persönlichen Gründen. Er wurde durch Jasper Future ersetzt, den Gitarristen von Argos’ alter Band, den Art Goblins.
Das zweite, von Dan Swift produzierte Album It’s a Bit Complicated erschien in Deutschland am 15. Juni 2007. Der Clip zur ersten Single Direct Hit wurde in Berlin gedreht. Der zweite Clip zu Pump Up the Volume entstand in Australien während einer Tour.
Das 2009 folgende Album Art Brut Vs. Satan erlangte besondere Aufmerksamkeit, da es von Pixies-Sänger Frank Black produziert wurde. Nach einer umjubelten Tournee wurde es zunächst ruhig um die Band.
Anfang 2010 kam Sänger Eddie Argos ins Gespräch, als er das Nebenprojekt Everybody Was in the French Resistance … Now! veröffentlichte. Auf dem Album interpretierte er zusammen mit seiner Lebensgefährtin Dyan Valdés von der Band The Blood Arm Antwortsongs auf bekannte Lieder der Popgeschichte. 2011 schon folgte das Album Brilliant! Tragic! auf Cooking Vinyl. Erneut wurde es von Frank Black produziert, das CD-Cover gestaltete der englische Comic-Zeichner Jamie McKelvie. Auf den zehn Liedern sang Eddie Argos laut eigener Aussage das erste Mal richtig.
2013 folgte das Best-of-Album Top of the Pops. Im gleichen Jahr stiegen Schlagzeuger Mickey Breyer und Gitarrist Jasper Future aus der Band aus. Sie wurden durch Stephen Gilchrist und Toby Macfarlaine ersetzt. Eddie Argos lebt derzeit in Berlin.

## Stil
Als Einflüsse nannte Eddie Argos die Band Pulp und den Singer/Songwriter Jonathan Richman. Gegenstand der Lieder von Art Brut sei das Alltägliche, Tagebuch-Notizen Eddie Argos wurden zu Songtexten und der Alltag damit zur kreativen und künstlerischen Basis der Band.

## Diskografie

### Alben
| Jahr | Titel                  | Höchstplatzierung, Gesamtwochen, AuszeichnungChartsChartplatzierungen (Jahr, Titel, Platzierungen, Wochen, Auszeichnungen, Anmerkungen) | Anmerkungen |
| Jahr | Titel                  | DE | Anmerkungen |
| ---- | ---------------------- | --- | ----------- |
| 2007 | It’s a Bit Complicated | DE72 (1 Wo.)DE |             |

Weitere Alben
- 2005: Bang Bang Rock & Roll
- 2006: Bang Bang Rock & Roll (Bang Stronger) (10 Bonus-Tracks)
- 2009: Art Brut vs. Satan
- 2011: Brilliant! Tragic!
- 2013: Top of the Pops
- 2018: Wham! Bang! Pow! Let’s Rock Out!

### Singles
| Jahr | Titel Album                                          | Höchstplatzierung, Gesamtwochen, AuszeichnungChartsChartplatzierungen (Jahr, Titel, Album, Platzierungen, Wochen, Auszeichnungen, Anmerkungen) | Anmerkungen |
| Jahr | Titel Album                                          | UK | Anmerkungen |
| ---- | ---------------------------------------------------- | --- | ----------- |
| 2004 | Formed a Band Bang Bang Rock & Roll                  | UK52 (2 Wo.)UK |             |
| 2004 | Modern Art / My Little Brother Bang Bang Rock & Roll | UK49 (2 Wo.)UK |             |
| 2005 | Emily Kane Bang Bang Rock & Roll                     | UK41 (2 Wo.)UK |             |
| 2005 | Good Weekend Bang Bang Rock & Roll                   | UK56 (1 Wo.)UK |             |

Weitere Singles
- 2005: Moving to L.A.
- 2006: Nag Nag Nag Nag
- 2007: Direct Hit
- 2008: Pump Up the Volume
- 2009: Alcoholics Unanimous
- 2009: Dc Comics and Chocolate Milkshake
- 2011: Lost Weekend

### Videoalben
- 2007: Talking to the Kids

## Trivia
Der Bandname ist von der Bezeichnung einer Kunstrichtung übernommen, der Art brut, auch „Outsider Art“ genannt, die explizit von Personen außerhalb des „Kunstkreises“ gemacht wird, z. B. psychisch Kranken, Gefängnisinsassen etc.
Allerdings spricht sich die Band Art Brut aus, wie man es im Deutschen nach der Schrift sprechen würde (also weder Art Brü noch Art Brüt oder gar Art Brat), nachzuhören auch in den Liedern, in denen Eddie Argos häufiger den eigenen Bandnamen singt.